# Do You Think of Me
Do You Think of Me è un singolo della cantante e rapper inglese Misha B pubblicato il 4 novembre 2012 e promozionato, prima della sua uscita, da un video ufficiale ed un lyric video caricato sul suo canale Vevo. Ha raggiunto la nona posizione nelle classifiche inglesi.

## Tracce
- Download digitale

1. Do You Think of Me – 3:50